# Cradle (відеогра)
Cradle (укр. Колиска) — відеогра в жанрі квесту, розроблена українською студією Flying Cafe for Semianimals та видана нею 24 липня 2015 року у Steam.
В основі сюжету лежить історія стосунків головного героя і механічної дівчини, які за загадкових обставин опинилися удвох в юрті, посеред степових монгольських пагорбів. Завдання гравця — відновити втрачені функції механічного тіла своєї супутниці та разом з нею розкрити таємницю покинутого парку розваг, що знаходиться недалеко від юрти, і його з дівчиною минулого.

## Ігровий процес

Головні місця дії: юрта Енебіша та «Сад Гербер»

Гра є 3D-квестом від першої особи з вільним переміщенням в ігровому просторі. Вона заснована на рушії Unigine Engine, який забезпечує деталізовану графіку, високу інтерактивність різних об'єктів та вираження емоцій персонажів.
Головним героєм є молодий монгол Енебіш, який отямився в своїй юрті, не пам'ятаючи, що сталося напередодні. Поруч у юрті перебуває механічна дівчина, допомагаючи якій, Енебіш повинен з'ясувати їхнє спільне минуле. Основу ігрового процесу складає спілкування з персонажами і відшукування записів про навколишній світ, щоб скласти цілісну історію. Гравець здатний взаємодіяти практично з усіма сюжетно важливими предметами, вирішуючи, як їх застосувати для досягнення поставлених завдань: взяти, оглянути, покласти, жбурнути чи поєднати з іншим предметом. Для цього досить навести вказівник на предмет. Деякі предмети потрібно складати до інвентаря, щоб використати пізніше. Інвентар поділяється на 7 комірок, кожна з яких вміщає один предмет будь-якого розміру. Якщо Енебіш падає з великої висоти, або стикається зі згустками отрути, то непритомніє і невдовзі отямлюється неподалік.
На локаціях є приховані предмети, що дають певні можливості при їх знаходженні, але необов'язкові для розуміння сюжету. Так, Енебіш може знайти іграшковий меч, який розсіює згубні темні згустки, іграшкового коника, на якому можна швидко літати невисоко над землею, або іграшкову ракету, запуск якої відкриває значок Steam-досягнення. В діалогах, які починаються, коли навести вказівник на персонажа, часто є кілька варіантів відповідей.
Інтерфейс мінімалістичний, постійно видимий лише вказівник, який видозмінюється, залежно від контексту. Cradle містить загалом півтори години музики, яка включає медитативний ембієнт, синтетичні треки і вокальні композиції.

## Сюжет
Головний герой отямлюється в монгольській юрті, де поряд зі звичайними побутовими речами, як-от шафи, стіл чи рукомийник, знаходяться технології незрозумілого призначення. Із записів у блокноті та на планшеті стає зрозуміло, що його звуть Енебіш, і він жив тут уже 23 роки. Однак Енебіш не розуміє цілком, що відбувається навколо. На відривному календарі він бачить дату — 24 липня 2076 року. На столі лежить послання якомусь Табасі, з якого слідує, що Енебіш мав би зараз бути мертвий.
У юрті також знаходиться пошкоджена дівчина-робот, деталі якої Енебіш розшукує і лагодить робота. Зокрема, в коробці зі своїми дитячими іграшками він знаходить процесор з особистістю, який колись звідкись приніс його ручний беркут Онґоц. Дівчина називає себе Ідою і також мало що пам'ятає. Проте робот стверджує, що вона людина в штучному тілі. Іда розповідає про хворобу, внаслідок якої люди колись стали безплідними та стали заміняти органічні тіла на синтетичні м-тіла. Єдиним способом протидії хворобі була речовина пасій, що виділялася за певних емоцій — «Вавилонського ефекту». Іда просить розшукати ще деталей, на пошуки яких Енебіш вирушає до павільйонів покинутого парку розваг «Сад Гербер», розташованого неподалік. Там йому належить пройти гру, в якій потрібно добувати кубики вказаного кольору.
По поверненню Енебіш лагодить Іду, яка згадує, що працювала в парку розваг. Також вона пригадує низку вибухів по всьому світу, спричинену «некрасивими людьми» з вадами геному. Їхній пасій називався «гірким» і породжував токсин, який врешті вибухав і робив людей навколо безплідними. На відміну від нього, «солодкий» пасій «красивих» людей з якісним геномом був лікувальним. Власне після вибухів токсину й було запропоновано створювати штучні тіла та переносити в них свідомості аби збільшити виробіток «солодкого».
Несподівано Енебіш чує дзвінок знадвору і біжить довідатися що сталось. На станцію неподалік від юрти прибуває літаючий трамвай з машиністом Табахою. Цей дідусь не вірить розповідям Енебіша про втрачену пам'ять і посилає на звичну для нього роботу — наробити фітокопій квітів (знімків з генетичним кодом) для продажу десь у місті. Як оплату Енебіш хоче нові очі для Іди. Табаха погоджується, хоч і називає дівчину піратською копією, не вартою такої уваги, адже її тіло до знаходження процесора лише слугувало вазою.
Табаха приймає роботу, а Енебіш довідується, що раніше в парку свідомість дітей переносили в синтетичні тіла, причому ці діти були чимось незвичайні та самі складали свої м-тіла в ході гри. Полагоджена Іда пригадує як була дитячим психологом. Діти в парку насправді були хворими на якийсь розлад психіки. В Іди сідає батарея, тож Енебіш шукає в парку розваг запасну.
Після цього Іда пояснює, якою хворобою страждали діти — це була відраза до форми людського тіла з причини надміру розвинених відчуттів. Робот з'ясовує своє колишнє основне місце роботи — Кельн, 2058 рік. Підключившись до Мережі, Іда отримує інформацію, що її вважали загиблою в «Саду Гербер» і нещодавно відновили з резервної копії. Тепер Іда, яка має права оригіналу, живе у Женеві, а ця Іда незабаром буде дистанційно вимкнена. Також вона відшукує відомості про якогось Марка, причетного до вибуху в парку і досліджень з перенесення особистості, та батьків Енебіша.
В цей час знову прибуває Табаха з даними про Іду і парк розваг. При заміні тіла хлопчик Альбер став свідком того, як його органічне тіло знищується. До нього підійшов Марк і спитав, що той бачив. Бак з пасієм хлопчика від пережитих емоцій вмить наповнився і вибухнув. В той же час до парку пробрався монгольський хлопчик Чагатай і загинув разом з Марком і всіма присутніми.
Енебіш цікавиться в Табахи про своїх батьків. Перед від'їздом Табаха вручає йому ключ від дідової шафи, яка завжди була зачинена. В шафі Енебіш відшукує послання від діда, з якого розуміє, що був прийомним і незвичайно швидко ріс. Слідуючи вказівкам, залишеним світною фарбою, він розшукує сховок з ключем від скрині з батьківськими речами і ще один запис. Виявляється, справжній син його прийомних батьків і був Чагатаєм, котрий загинув при вибусі парку. Скоро їхній ручний беркут приніс хлопчика, якого й назвали Енебішем, і який дуже нагадував загиблого. Батьки померли ще при вибусі і єдиною ріднею лишився дід, але і той помер за чотири роки до початку подій гри. Енебіш з невідомої причини не міг покинути околиці «Саду Гербер», бо втрачав свідомість, але виявився невразливим до згустків токсину в парку. В 2076 році, досягши віку 23-х років, він спробував перенести свідомість у синтетичне тіло, однак виявив, що його якість геному неможливо визначити. Внаслідок цього перенесення не вдалося і Енебіш втратив пам'ять.
З інших записів стає відомо, що Марк, котрий працював у парку, якось розповідав про Іду, начебто відчуває між собою і нею телепатичний «Вавилонський ефект», який міг долати час. Втім, місцеві люди назвали його просто закоханістю. Та відповісти про це сама Іда не встигає, бо її на відстані вимикають, сказавши наостанок про чотири цифри, які могли б все виправити в той момент, коли вона єдиний раз побачилася з Марком.
Починається гроза, Енебіш здогадується, як можна все виправити, та несе Іду в парк. Там він підмикає до робота кабель, який живиться від блискавки. Іда вмикається, вона з Енебішем дивляться одне одному в очі, й між ними відбувається «Вавилонський ефект».
Камера показує плакат і газету в юрті, в яких містилася інформація про можливість переміщення свідомості у часі через «Вавилонський ефект». Іда та Енебіш пов'язуються самі із собою в 2050 році, коли були звичайними людьми, і Марк, нинішній Енебіш, закохався в Іду, так само дивлячись їй в очі. Енебіш/Марк посилає чотири цифри досліднику Коху, який ще тоді передбачив наслідки вивчення «Вавилонського ефекту», але не міг їх аргументувати без коефіцієнта, яким і є ті цифри. В результаті вибухів токсину не стається, як і поширення хвороби. Майбутнє змінюється і гравцеві демонструється натовп звичайних людей, що йде кудись вперед.

## Розробка
Анонс Cradle відбувся 23 грудня 2011 року. Студія Flying Cafe for Semianimals анонсувала своє творіння на ПК з орієнтовною датою виходу навесні 2012 року.
За словами Іллі Толмачова, креативного директора і засновника студії Flying Cafe for Semianimals: «Наша мета — викликати у гравців специфічне емоційне відчуття, схоже на те, яке ми переживаємо в сновидінні, в якому наше життя повністю відрізняється від реальності, володіє іншим минулим і сьогоденням. Cradle — дивний, красивий сон, наповнений передчуттям розкриття глибокої, багатолітньої таємниці». Як він зазначив пізніше, на створення гри його надихнув сон про Монголію.
Стилістика і атмосфера Cradle були навіяні фільмом Микити Михалкова «Урга — территория любви», а сюжет — книгами Альбера Камю, Володимира Сорокіна, Андрія Платонова і братів Стругацьких.
В січні-лютому 2012 Flying Cafe for Semianimals поступово викладали різні матеріали про розробку, персонажів, музику, акторів захоплення руху. Пізніше реліз було призначено на осінь 2012 року, а 16 вересня 2012 Cradle стала готуватися до Steam Greenlight. Проте 19 вересня розробники повідомили, що гра лише близька до бета-версії. Потім повідомили про перенесення релізу на 2013 рік. Після липневого трейлера і нотаток того ж року про умови розробки нових відомостей тривалий час не надходило. 15 грудня 2014 з'явилося повідомлення, що розробка знаходиться на етапі завершення і закінчено озвучування персонажів українською та російською.
Впродовж 2015 року періодично публікувалися нові скріншоти Cradle. 9 червня стала відома орієнтовна ціна та що гра матиме звичайне і Deluxe-видання. Врешті кінцевою датою було оголошено 24 липня 2015 року. 5 липня вийшов тизер, що показував світ гри. За кілька днів до випуску Flying Cafe for Semianimals анонсували, що саундтрек до гри буде доступний окремо у Deluxe-виданні. Гра вийшла анонсованого дня у сервісі Steam. Разом зі стандартним описом подається коротка передісторія про події 2040-х років, про які в грі можна дізнатися лише згодом.
Вибір назви Ілля Толмачов пояснив таким чином: «У грі ми представляємо Людство як маленьку дитину, закохану в Красу. Вона не здогадується про свій вік і, в силу своєї наївності, налаштована дуже рішуче. Сенс гри в тому, що об'єкта його любові не існує. Дитині слід вибратися з колиски міражів і спрямувати свою рішучість на те, щоб створити для себе Красу самостійно, з порожнечі».

### Українська локалізація
Cradle вийшла одразу з повною українською локалізацією (текст і звук). Над перекладом працювала спілка Шлякбитраф, а озвученням клопоталася студія Омікрон.

### Версії гри
Cradle доступна в звичайній та Deluxe-версії. Звичайна не має жодних додаткових матеріалів. Deluxe містить оригінальний саундтрек, шпалери для робочого столу (артбук), засновані на скетчах до гри.

## Саундтрек
Саундтрек гри налічує 33 композиції і умовно розділений на три альбоми: «Atmospheres», «Stories» та «Pavilions». Перший містить музику оточення, «Stories» — композиції, які супроводжують сюжетні повороти гри, «Pavilions» включає в себе електронні треки з міні-ігор.
| «Cradle — Atmospheres» - 01.Opening - 02.Laniakea - 03.Dream — Mirror Wall - 04.Out of Nowhere - 05.Dream — Air Flow - 06.Ongots Arrives - 07.Fatherland - 08.Seen Through - 09.Warm Stones - 10.Dream — Geneva - 11.Wind Rises - 12.Creepy Eyes pt.I - 13.Creepy Eyes pt.II - 14.Babylonian Effect - 15.Dream — Leaves - 16.Providence - 17.Dream — Lounge - 18.Relic - 19.Foreign Letters - 20.Past Indefinite (full version) | «Cradle — Stories» - 01.Mechanic Heart - 02.Universal Value - 03.Second Wind - 04.Most Beautiful - 05.Reflection - 06.Advantage - 07.Afterglow - 08.Leave the Cradle - 09.Sea of Youth | «Cradle — Pavilions» - 01.Endless Sands - 02.Tropical Islands - 03.Cloud Country - 04.Magic Lakes |

## Оцінки й відгуки
| Агрегатор  | Оцінка |
| ---------- | ------ |
| Metacritic | 62/100 |

| Видання   | Оцінка |
| --------- | ------ |
| Eurogamer | 5/10   |

| Видання | Оцінка |
| ------- | ------ |
| PlayUA  | 87/100 |

На агрегаторі Metacritic Cradle отримала середню оцінку 65 зі 100.
В перший же день після виходу Cradle зібрала чимало позитивних відгуків у Steam. Разом із тим покупці Deluxe-версії відзначили проблеми з отриманням додаткового вмісту, які швидко були виправлені. Також багато гравців порахували фінал спірним, оскільки він не був зрозумілим, якщо не зібрати в грі всю потрібну інформацію.
Український ресурс PlayUA оцінив гру у 87 балів зі 100, підсумувавши свій огляд словами: «Фінал Cradle неоднозначний і це чудово, адже є про що поговорити з друзями, які вже пройшли забавки, поділитися власним досвідом і колективно знайти розгадку…Cradle — це законсервована мить відчаю і надії, жива загадка і неквапна пригода».
Російський журнал Игромания оцінив Cradle у 8,5 балів з 10 з висновком: «У Flying Cafe for Semianimals вийшло перетворити сон на реальність. І нехай зрозуміють цей сон не всі, дійсно важливе інше: Cradle … вона … дійсно красива.»
Eurogamer Poland гру було оцінено в 5 балів зі 10, із зауваженням про чудову музику і графіку, але незавершеність сюжету і відсутність детальних налаштувань графіки.